# Hypostomus waiampi
Hypostomus waiampi és una espècie de peix de la família dels loricàrids i de l'ordre dels siluriformes.

## Morfologia
Els mascles poden assolir els 19,4 cm de longitud total.

## Distribució geogràfica
Habita al riu Cupixi (Estat d'Amapá, Brasil).